# أندي هارو
أندي هارو (بالإنجليزية: Andy Harrow)‏ هو لاعب كرة قدم ومدرب كرة قدم بريطاني في مركز الهجوم، ولد في 6 نوفمبر 1956 في كيركالدي في المملكة المتحدة. لعب مع ريث روفرز ونادي أبردين ونادي إيست فيف ونادي كاودينبيث ونادي لوتون تاون ونادي ماذرويل.